# Les Sept îles
Les Sept îles sont un alignement de sept îles inhabitées à de la mer Méditerranée à Aïn Zouit en Algérie.

## Description
A six kilomètres à l'ouest des Deux Frères, un îlot rocheux de forme conique se trouve à proximité du rivage à l'ouest de Aïn Zouit.
Quelques centaines de mètres plus à l'ouest, six autres îlots analogues forment une chaîne rectiligne de 750 m de longueur.
La superficie de l'archipel est d'environ 3 hectares.
Quatre des sept îles sont couvertes de végétation légère et les autres sont des rochers marins stérile.
L'ensemble s'appelle les Sept-Îles, mais le nom arabe est Tsour Ahmed Djerbi (le bœuf ou le taureau d'Ahmed Djerbi).